# Turmhügelburg Lütjenburg

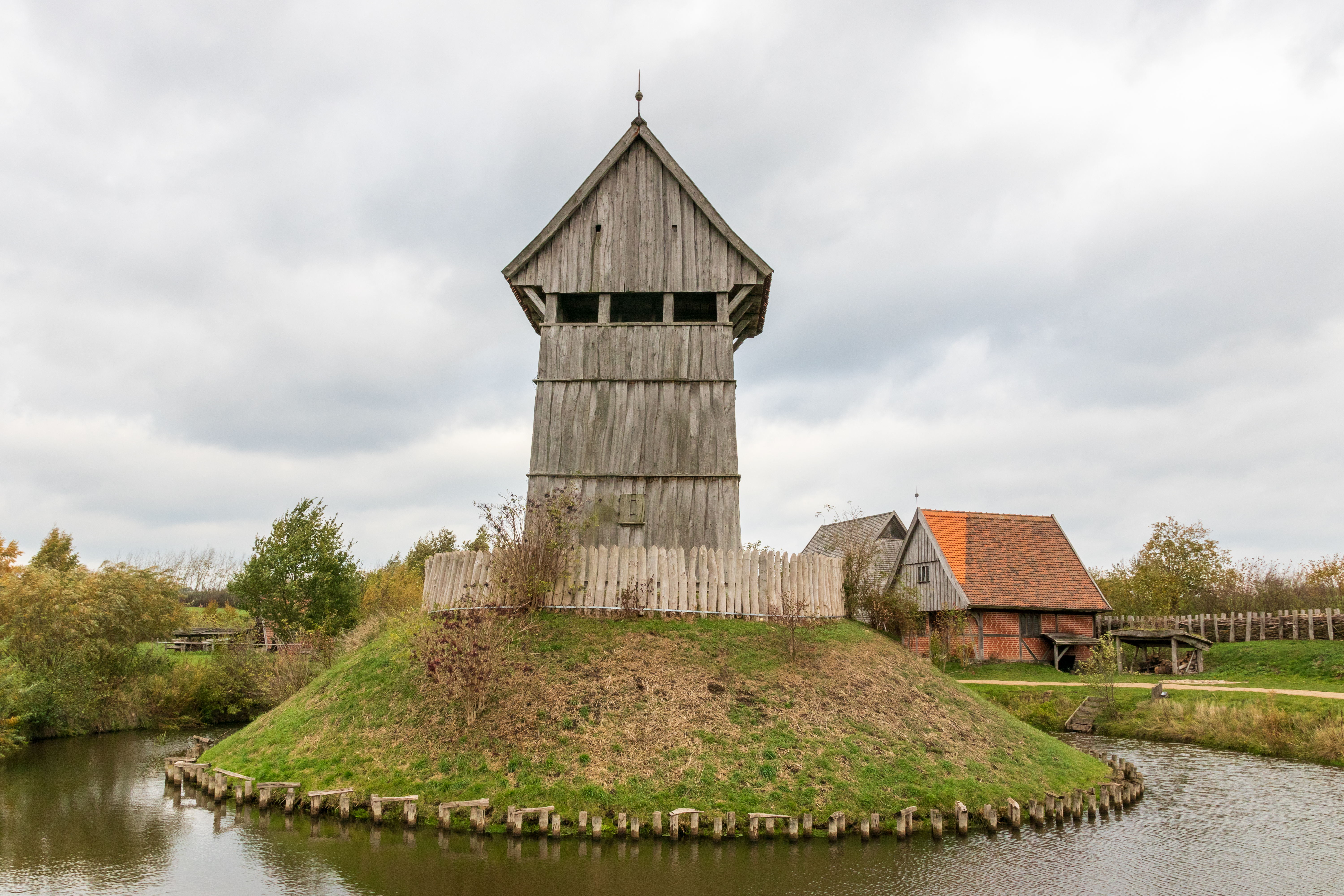
Blick auf den Turmhügel (2018)

Die Turmhügelburg Lütjenburg bei Lütjenburg im östlichen Schleswig-Holstein ist eine freie Rekonstruktion  einer mittelalterlichen Wehranlage, bestehend aus Motte (Turmhügel) und Vorburg. Die Anlage wird seit dem Jahr 2003 im Rahmen der experimentellen Archäologie in enger Zusammenarbeit mit dem Archäologischen Landesamt Schleswig-Holstein errichtet. Die Burganlage ist ein Freilichtmuseum, in dem neben dem Gebäudebestand auch mittelalterliches Alltagsleben dargestellt wird. Sie wird von einem eingetragenen Verein verwaltet.

## Burganlage
Die Burganlage stellt einen typischen regionalen Wehrsitz aus der Zeit der Christianisierung der Region Wagrien im östlichen Holstein um das 12. und 13. Jahrhundert dar. Zu dieser Zeit wurde das ursprünglich von Wenden bewohnte Gebiet entlang der Ostseeküste bis zur Kieler Förde zunehmend von sächsischen Rittern und ihren Gefolgsleuten besiedelt und durch Wehrbauten geschützt, allein im Kreis Plön sind über 40 solcher Turmburgen nachweisbar. Die mittelalterlichen Burgen wurden mancherorts zu Keimzellen späterer Adelsgüter.

### Gebäudebestand

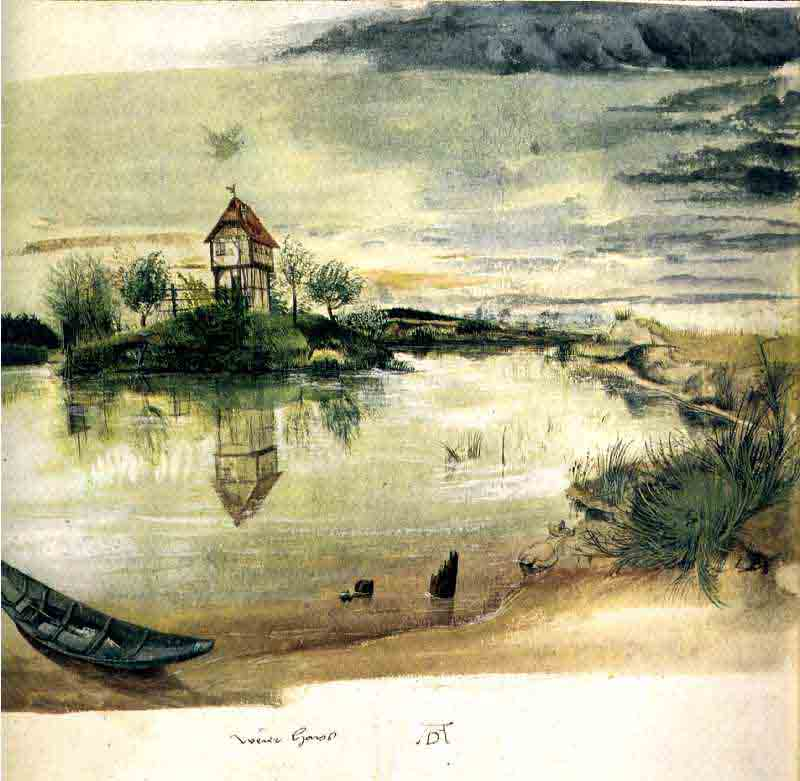
Das Aquarell Weiher-Haus von Albrecht Dürer diente als Vorbild für den Bau der Turmhügelburg

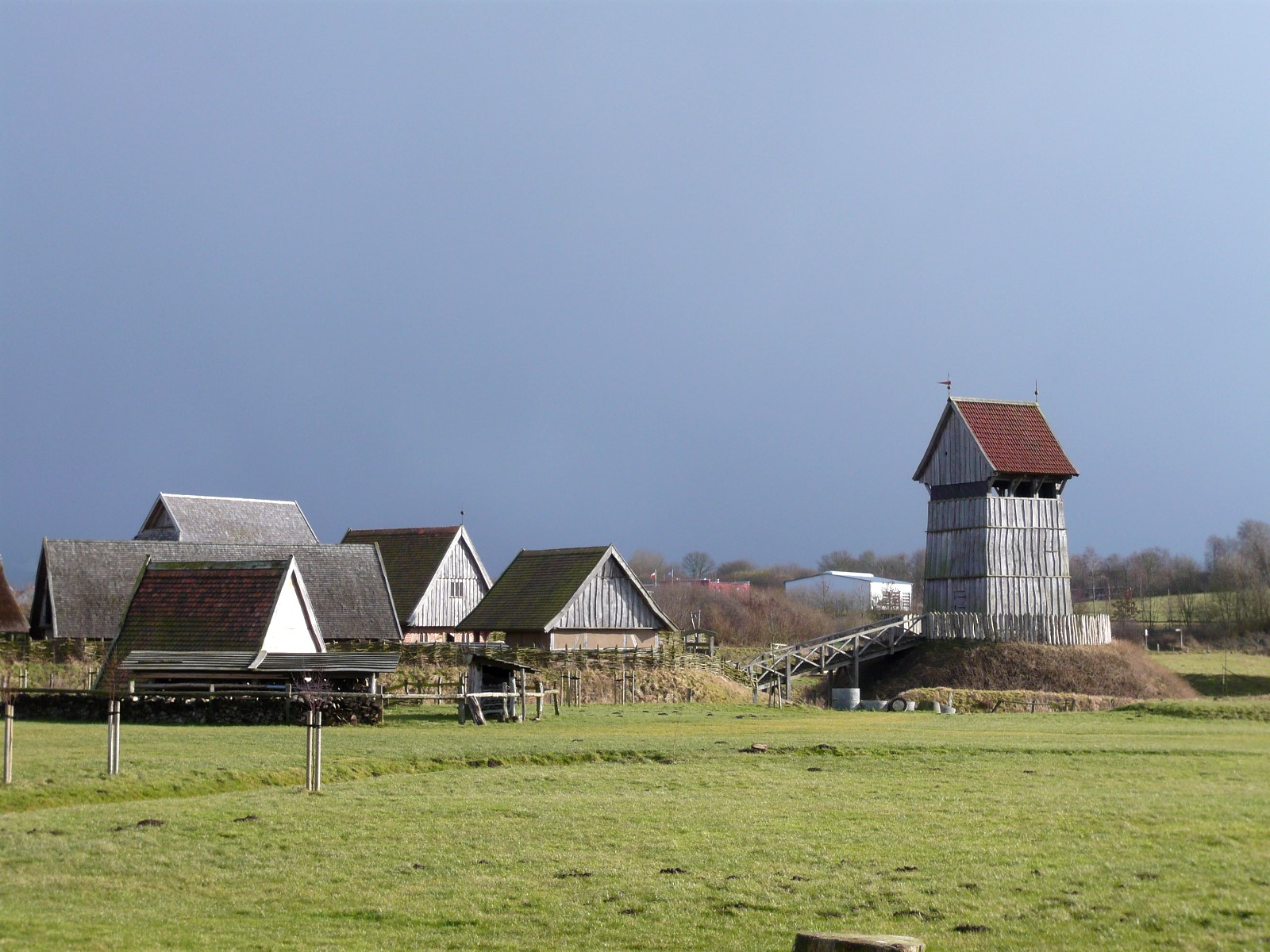
Blick auf die Gesamtanlage mit den Nebengebäuden und dem Turmhügel, 2009

Die Lütjenburger Turmhügelburg umfasst eine Motte und eine Vorburg. In den Bau der Rekonstruktion flossen archäologische Erkenntnisse aus den Grabungen der Burganlagen vom kleinen Schlichtenberg und großen Schlichtenberg ein. Weitere Vorbilder ergaben sich aus der Darstellung einer Motte auf dem Teppich von Bayeux und eines mittelalterlichen Wohnturms auf einem Aquarell von Albrecht Dürer. Beim Bau der Lütjenburger Anlage wurde, sofern möglich, auf historische Techniken zurückgegriffen. So wurden beim Bau des Turmes zeitgemäße Holzverbinder eingesetzt und die Dachschindeln mit geschmiedeten Nägeln befestigt.
Den Mittelpunkt der rekonstruierten Anlage bildet die Motte als drei Meter hoher Burghügel mit dem Zufluchts- und Wehrturm. Der Hügel ist von einem kreisrunden, durchschnittlich 1,5 m tiefen und ca. 7,5 Meter breiten Wassergraben umgeben. Der Zugang wird durch eine Holzbrücke gebildet. Der palisadengeschützte Wehrturm besteht aus Eichenholz in Ständerbauweise. Steinerne Bauten waren im Hochmittelalter in der Region noch nicht verbreitet (die einzigen bekannten in Schleswig-Holstein sind Burg Linau und Burg Glambek). Der mehrgeschossige, fast vierzehn Meter hohe Turm hat eine Grundfläche von sechs mal sechs Metern. Oben verfügt er über eine überdachte, zu allen Seiten offene Plattform. Als konstruktives Vorbild diente der spätmittelalterliche Glockenstapel der St.-Marien-Kirche von Norderbrarup. Im Hinblick auf die bequemere Erschließung wurde jedoch anstelle des damals üblichen Hocheingangs mit einziehbarer Holzleiter ein ebenerdiger Zugang geschaffen.
Um den Turmhügel stehen verschiedene Nebengebäude. Sie bilden eine großräumige, von einem niedrigen Wall umgebene Vorburg. Als erstes Gebäude wurde das nach Vorbildern aus dem Raum um Schleswig (Schuby) gestaltete Wohn- und Stallgebäude aus Holz und Lehmflechtwerk errichtet. Das benachbarte Wirtschaftsgebäude stellt das größte Haus des Burgkomplexes dar, für seinen Bau dienten die Reste des Hallenhauses auf der Burg Groß Schlichtenberg als Vorbild. Ein weiteres Gebäude ist das sogenannte Haus des Ritters, das als Darstellung des Wohngebäudes der Burgherren zu den aufwändigsten Bauten der Anlage gehört. Wie in das Wirtschaftsgebäude flossen auch hier Erkenntnisse aus den Bauten auf dem Schlichtenberg ein. Das Ritterhaus ist in Fachwerk errichtet und verfügt über ein Hypokaustum. Im südwestlichen Winkel der Burganlage befindet sich außerdem ein kleiner Kapellenbau, der nach dem Vorbild der Kapelle von Fuhlenhagen, einer der ältesten Fachwerkkirchen Norddeutschlands, errichtet wurde.
Zu den weiteren Nebengebäuden der Burg gehören ein auf niedrigen Pfählen stehender Getreidespeicher, ein Backhaus, eine  Schmiede und ein sechs Meter tiefer Ziehbrunnen, dessen Aufbau sich ebenfalls an Grabungsbefunden von der Burg auf dem Großen Schlichtenberg orientiert; der untere Teil besteht aus in den Boden gerammten Eichenspaltbohlen und der obere Teil aus Granitfindlingsmauerwerk. Die Gebäude mit ihren Einrichtungen sind betriebsbereit und werden innerhalb des Museumslebens in Gebrauch vorgeführt. Ein zur Burg gehörender Gemüsegarten wird ebenfalls bewirtschaftet.

### Museumsbetrieb

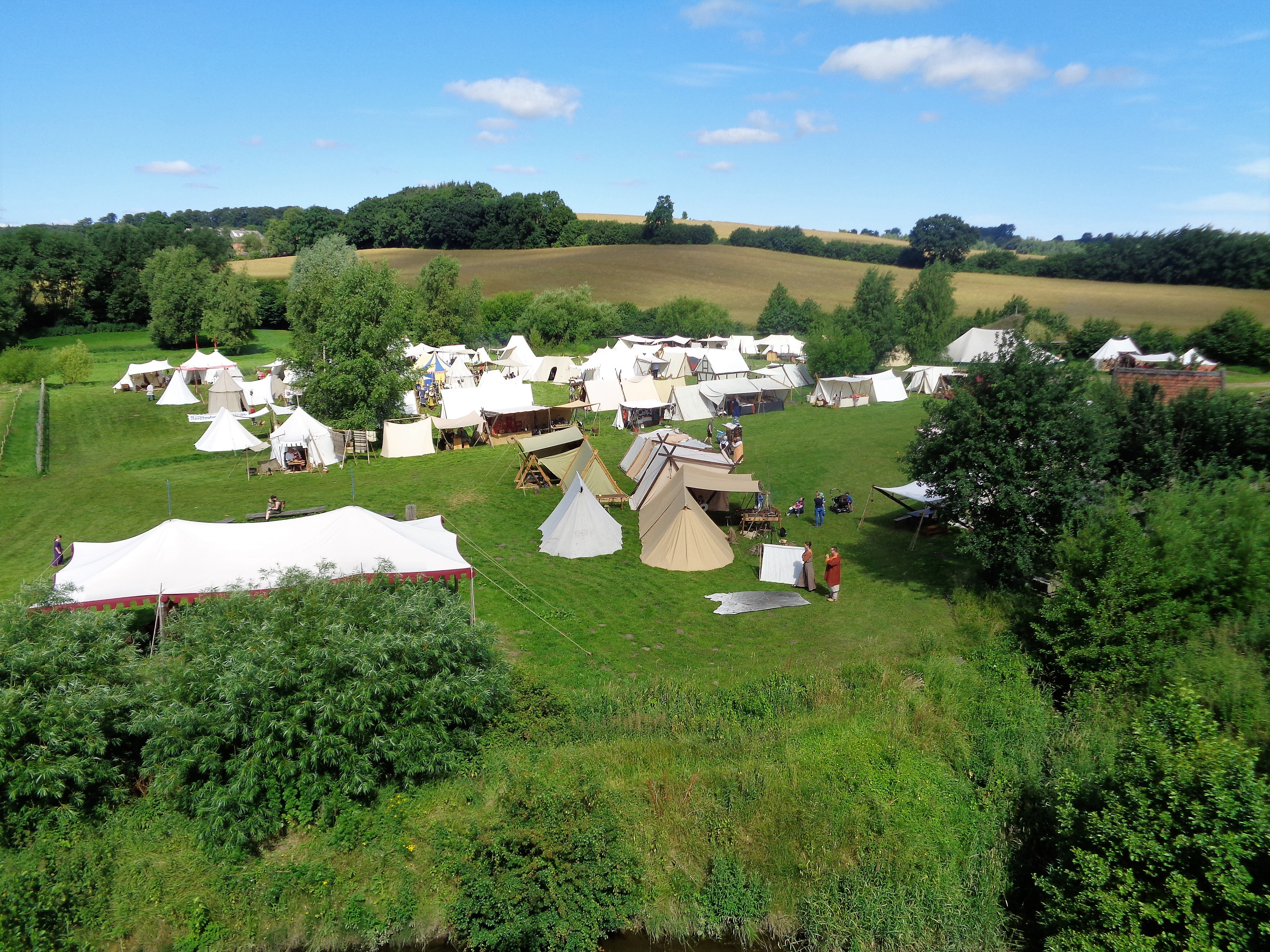
Mittelalterey (2017)

Die Burganlage wird als Freilichtmuseum betrieben und ist das ganze Jahr hindurch zugänglich. Es werden Führungen angeboten. Besuchseinschränkungen gibt es in den Wintermonaten. Die Gebäude werden zum Teil, besonders in den Sommermonaten, von Mitgliedern verschiedener regionaler und überregionaler Vereine der Mittelalterszene in historischer Kleidung belebt und mit zeitgemäßen Werkzeugen und Gerätschaften betrieben. Die Anlage ist Austragungsort verschiedener mittelalterlicher Veranstaltungen wie Mittelaltermärkten. Dabei wird Wert auf historisch möglichst korrekte Darstellungen gelegt. In der Kapelle der Burganlage können nach Absprache Trauungen durchgeführt werden.